# Bad Windsheim
Bad Windsheim település Németországban, azon belül Bajorországban. Lakosainak száma 12 766 fő (2023. december 31.). Bad Windsheim Markt Nordheim, Burgbernheim és Illesheim községekkel határos.

## Népesség
A település népessége az elmúlt években az alábbi módon változott:
| Lakosok száma | 3350 | 7821 | 10 319 | 11 195 | 11 955 | 11 977 | 12 379 | 12 368 | 12 371 | 12 766 |
|               | 1875 | 1950 | 1975   | 1987   | 2012   | 2014   | 2016   | 2017   | 2021   | 2023   |